# Goodenough (isola)
L'isola Goodenough è un'isola della Papua Nuova Guinea.

## Geografia
L'isola Goodenough è la più piccola e la più settentrionale dell'arcipelago delle isole di D'Entrecasteaux e si trova a 4 km dalla più grande isola Fergusson, dalla quale è separata dallo stretto di Moresby. Dista circa 30 km dalla Nuova Guinea.
L'isola ha forma circolare e dimensioni che variano dai 39 ai 26 km per un totale di 687 km². La cima più alta dell'isola, il monte Vineuo, raggiunge i 2.536 metri s.l.m. ed è una delle più alte montagne al mondo a occupare un'isola di simili dimensioni (relativamente piccola).

## Botanica
Nell'isola di Goodenough cresce, in continuità con la flora australiana, il Citrus garrawayi,  agrume tipico anche del Queensland settentrionale e analogo al finger lime.

## Storia
L'isola fu esplorata per la prima volta nel 1874 dal capitano John Moresby sulla nave HMS Basilisk che le diede il nome corrente in onore di un suo collega, il commodoro James Graham Goodenough.
Durante la seconda guerra mondiale, dal 22 al 27 ottobre 1942, l'isola fu teatro di una battaglia tra le truppe giapponesi con una forza di 353 uomini, sbarcate da poco sull'isola, e quelle australiane (640 effettivi), sbarcate dai cacciatorpediniere HMAS Stuart e Arunta da entrambi i lati della punta meridionale dell'isola. La battaglia si risolse con il ritiro via mare delle truppe giapponesi.